# Delissea laciniata
Delissea laciniata was een overblijvende plant die endemisch was in Wailupe Valley in de Koolau Mounatains op Oahu in Hawaï waar hij mogelijk voorkwam in droog tot matig-vochtige bos in laagland.
Het was een vertakte plant, waarvan de hoogte onbekend is gebleven. De bladeren waren elliptisch van vorm en 11-15 cm lang. De bloeiwijze bestond uit een cluster van zes tot tien 3,5-4,5 cm lange, witte bloemen. De blomen werden mogelijk door vogels bestoven. De vruchten waren ovale, circa 1,2 cm grote bessen die vermoedelijk net als andere Delissea-soorten honderden zaden bevatten.
De plant was maar bekend van slechts één vindplaats en is ondanks intensieve zoektochten al meer dan honderd jaar niet meer waargenomen.
De laaggelegen delen van Wailupe Valley zijn bijna geheel bebouwd. Ook zou in de tijd van Wilhelm Hillebrand, die de plant beschreven heeft, het gebied van voorkomen van deze plant, bedreigd zijn geweest door grazend rundvee, ingevoerde invasieve plantensoorten en omzetting van het gebied in landbouwgronden.
De Engelse naam is cutleaf delissea.